# رئيس المجلس الوطني الباكستاني
رئيس المجلس الوطني (بالأردوية: اسپیکر قومی اسمبلی)‏، هو المسؤول الذي يترأس المجلس الوطني الباكستاني - المجلس الأدنى في البرلمان الباكستاني.
تعود جذور المنصب إلى عام 1947 بينما أُعِيد تأسيسه عام 1973 بموجب الدستور. يرأس رئيس المجلس الغرفة المكونة من ممثلي الشعب المُنتَخبين على أساس الامتياز. يُعتبر رئيس المجلس الوطني هو الثاني في خط التنحية الرئاسية في باكستان ويحتل المركز الرابع في مذكرة الأسبقية، بعد الرئيس ورئيس الوزراء ورئيس مجلس الشيوخ. إضافة إلى ذلك، يُعتبر رئيس المجلس الوطني الناطق باسم المجلس على المستوى الخارجي، ويتسم بالنزاهة والموضوعية.

## قائمة الرؤساء
قائمة رؤساء المجلس الوطني الباكستاني:
  الرابطة الإسلامية (باكستان)/مؤتمر الرابطة الإسلامية
  الرابطة الإسلامية الباكستانية/التحالف الجمهوري الإسلامي/الرابطة الإسلامية الباكستانية (ن)
  الرابطة الإسلامية الباكستانية (ق)
  حزب الشعب الباكستاني
  حركة الإنصاف الباكستانية
| الترتيب | الصورة | الرئيس             | الفترة                            | الحزب السياسي                                               | الإقليم         |
| ------- | ------ | ------------------ | --------------------------------- | ----------------------------------------------------------- | --------------- |
| 1       |        | محمد علي جناح      | 11 أغسطس 1947 - 11 سبتمبر 1948    | الرابطة الإسلامية                                           | السند           |
| 2       |        | مولوي تميز الدين   | 14 ديسمبر 1948 - 24 أكتوبر 1954   | الرابطة الإسلامية                                           | باكستان الشرقية |
| 3       |        | أبدول وهاب خان     | 12 أغسطس 1955 - 7 أكتوبر 1958     | الرابطة الإسلامية                                           | باكستان الشرقية |
| 4       |        | مولوي تميز الدين   | 11 يونيو 1962 - 19 أغسطس 1963     | الرابطة الإسلامية                                           | باكستان الشرقية |
| 5       |        | فضل قادر شودري     | 29 نوفمبر 1963 - 12 يونيو 1965    | مؤتمر الرابطة الإسلامية                                     | باكستان الشرقية |
| 6       |        | أبدول جبار خان     | من 12 يونيو 1965 إلى 25 مارس 1969 | مؤتمر الرابطة الإسلامية                                     | باكستان الشرقية |
| 7       |        | ذو الفقار علي بوتو | 14 أبريل 1972 - 12 أبريل 1973     | حزب الشعب الباكستاني                                        | السند           |
| 8       |        | فضل إلهي شودري     | 15 أغسطس 1972 - 9 أغسطس 1973      | حزب الشعب الباكستاني                                        | البنجاب         |
| 9       |        | Farooq Ali ‏        | 9 أغسطس 1973 - 27 مارس 1977       | حزب الشعب الباكستاني                                        | البنجاب         |
| 10      |        | ملك معراج خالد     | 27 مارس 1977 - 5 يوليو 1977       | حزب الشعب الباكستاني                                        | البنجاب         |
| 11      |        | سيد فكر إمام       | 22 مارس 1985 - 26 مايو 1986       | الرابطة الإسلامية الباكستانية                               | البنجاب         |
| 12      |        | Hamid Nasir ‏       | 31 مايو 1986 - 3 ديسمبر 1988      | الرابطة الإسلامية الباكستانية                               | البنجاب         |
| 13      |        | ملك معراج خالد     | 3 ديسمبر 1988 - 4 نوفمبر 1990     | حزب الشعب الباكستاني                                        | البنجاب         |
| 14      |        | جوهر أيوب خان      | 4 نوفمبر 1990 - 17 أكتوبر 1993    | الرابطة الإسلامية الباكستانية (ن)/التحالف الجمهوري الإسلامي | خيبر بختونخوا   |
| 15      |        | يوسف رضا الكيلاني  | 17 أكتوبر 1993 - 16 فبراير 1997   | حزب الشعب الباكستاني                                        | البنجاب         |
| 16      |        | Elahi Bux Soomro   | 16 فبراير 1997 - 20 أغسطس 2001    | الرابطة الإسلامية الباكستانية (ن)                           | السند           |
| 17      |        | شودري أمير حسين    | 19 نوفمبر 2002 - 19 مارس 2008     | الرابطة الإسلامية الباكستانية (ق)                           | البنجاب         |
| 18      |        | فهميدة ميرزا       | 19 مارس 2008 - 3 يونيو 2013       | حزب الشعب الباكستاني                                        | السند           |
| 19      |        | أياز صادق          | 3 يونيو 2013 - 22 أغسطس 2015      | الرابطة الإسلامية الباكستانية (ن)                           | البنجاب         |
| -       |        | مرتزا جاويد عباسي  | 24 أغسطس 2015 - 9 نوفمبر 2015     | الرابطة الإسلامية الباكستانية (ن)                           | خيبر بختونخوا   |
| 20      |        | أياز صادق          | 9 نوفمبر 2015 - 15 أغسطس 2018     | الرابطة الإسلامية الباكستانية (ن)                           | البنجاب         |
| 21      |        | أسد قيصر           | 15 أغسطس 2018 – الحاضر            | حركة الإنصاف الباكستانية                                    | خيبر بختونخوا   |